# Franco Ortega
Franco Sebastián Ortega Venegas (Villa Alemana, Región de Valparaíso, Chile, 25 de junio de 1996) es un futbolista chileno que se desempeña como delantero y actualmente milita en Santiago Morning de la Primera B de Chile.

## Trayectoria
Llegó a la sub-13 de Santiago Wanderers donde comenzó su carrera como juvenil que lo llevaría a subir al primer equipo con solo dieciséis años de la mano de Ivo Basay siendo citado a la banca en la Copa Chile 2012/13 pero no llegaría a debutar, regresando a jugar solo con las divisiones inferiores hasta la Temporada 2015/16 donde sería ascendido al plantel de honor de manera oficial.
Debutaría finalmente ante San Marcos de Arica en el Clausura 2016 de la mano de Alfredo Arias pero tras la partida del charrúa del club porteño no volvería a tener constancia en su equipo, teniendo además problemas para partir a préstamo, destacando solo una citación en la Copa Chile 2017 que los caturros obtendrían.

## Selección nacional
Fue parte de la Selección de fútbol sub-17 de Chile participando den la preparación de aquel equipo para el Campeonato Sudamericano Sub-17 de 2013 para luego estar en la nómina final que disputaría el torneo.
También fue parte de la Selección de fútbol sub-20 de Chile en pre nóminas, pero no llegó a disputar un torneo oficial por esta, además fue "sparring" de la Selección de fútbol de Chile a nivel adulto.

## Estadísticas

### Clubes
| Club                       | Div.          | Temporada     | Liga  | Liga  | Copas nacionales | Copas nacionales | Torneos internacionales | Torneos internacionales | Total | Total |
| Club                       | Div.          | Temporada     | Part. | Goles | Part.            | Goles            | Part.                   | Goles                   | Part. | Goles |
| -------------------------- | ------------- | ------------- | ----- | ----- | ---------------- | ---------------- | ----------------------- | ----------------------- | ----- | ----- |
| Santiago Wanderers · Chile | 1.ª           | 2014-2015     | 4     | 0     | —                | —                | —                       | —                       | 4     | 0     |
| Santiago Wanderers · Chile | 1.ª           | 2016-2017     | —     | —     | 1                | 0                | —                       | —                       | 1     | 0     |
| Santiago Wanderers · Chile | 1.ª           | 2017          | —     | —     | —                | —                | —                       | —                       | 0     | 0     |
| Santiago Wanderers · Chile | Total club    | Total club    | 4     | 0     | 1                | 0                | 0                       | 0                       | 5     | 0     |
| Independiente · Chile      | 3.ª           | 2018          | 24    | 2     | 4                | 1                | —                       | —                       | 28    | 3     |
| Independiente · Chile      | Total club    | Total club    | 24    | 2     | 4                | 1                | 0                       | 0                       | 28    | 3     |
| Fernández Vial · Chile     | 3.ª           | 2019          | 24    | 6     | 1                | 1                | —                       | —                       | 25    | 7     |
| Fernández Vial · Chile     | Total club    | Total club    | 24    | 6     | 1                | 1                | 0                       | 0                       | 25    | 7     |
| San Luis · Chile           | 2.ª           | 2020          | 21    | 2     | —                | —                | —                       | —                       | 21    | 2     |
| San Luis · Chile           | Total club    | Total club    | 21    | 2     | 0                | 0                | 0                       | 0                       | 21    | 2     |
| Total carrera              | Total carrera | Total carrera | 73    | 10    | 6                | 2                | 0                       | 0                       | 73    | 12    |
| 1. 2.                      |               |               |       |       |                  |                  |                         |                         |       |       |

### Resumen estadístico
| Competición                  | Partidos | Goles |
| ---------------------------- | -------- | ----- |
| Primera División             | 4        | 0     |
| Primera B                    | 21       | 2     |
| Segunda División Profesional | 48       | 8     |
| Copa Chile                   | 6        | 2     |
| Selección de fútbol sub-17   | 3        | 0     |
| Total                        | 83       | 12    |

## Palmarés

### Títulos nacionales
| Título     | Club               | País  | Año  |
| ---------- | ------------------ | ----- | ---- |
| Copa Chile | Santiago Wanderers | Chile | 2017 |

### Distinciones individuales
| Distinción                 | Año  |
| -------------------------- | ---- |
| Medalla Cruce de Los Andes | 2017 |